# Normopathie
Unter Normopathie wird eine Persönlichkeitsstörung des Menschen verstanden, die sich in einer zwanghaften Form von Anpassung an vermeintlich vorherrschende und normgerechte Verhaltensweisen und Regelwerke innerhalb von sozialen Beziehungen und Lebensräumen ausdrückt. Ein treibendes Moment hierbei ist das unter Aufgabe der eigenen Individualität übersteigerte Streben nach Konformität, das letztlich zu unterschiedlichen Beschwerdebildern und Symptomatiken führt und sich zu einem pathologischen Geschehen ausweiten kann, das heißt, gesellschaftliche Fehlentwicklungen werden als solche nicht mehr hinterfragt oder gar erkannt. Die unbedingte Überanpassung an sozio-kulturelle Normen wird damit zur Krankheit. Da im Prinzip der Wunsch nach Normalität nicht als krankhaft, sondern eher als eine gesunde Einstellung gilt, wird die Pathologie des Geschehens mit ihrer häufig somatoformen Symptomatik oft nicht als solche wahrgenommen.

## Begriff
Der Begriff der „Normopathie“ wurde von Erich Wulff im Jahre 1972 geprägt und mit bestimmten Persönlichkeitsstrukturen in Verbindung gebracht.